# Daniel Santbech
Daniel Santbech war ein niederländischer Astronom und Mathematiker des 16. Jahrhunderts.

## Leben
Da er den latinisierten Namen Novimagus benutzte, stammte er vielleicht aus Nijmegen. Möglicherweise studierte er in Basel.
1561 veröffentlichte  er in Basel ein Werk mit einer Abhandlung zur Trigonometrie und Sinustafeln von Regiomontanus (De triangulis planis et sphaericis libri quinque, Compositio tabularum sinum recto) und seiner eigenen Abhandlung Problematum astronomicorum et geometricorum. Darin behandelt er astronomische Aufgaben (er folgt Ptolemäus, zitiert aber auch Nikolaus Kopernikus), wie Messung der Zeit nach den Sternen, Sonnenuhren und Bau eines  Quadranten, Kalenderproblemen, Landvermessungsaufgaben, Informationen für Navigation und Kartographen und die Berechnung von Geschossbahnen (Ballistik), wobei er die Bahn durch ein rechtwinkliges Dreieck nähert. Das entsprach der Aristotelischen Trennung natürlicher (senkrechter Fall, motus naturalis) und durch die Triebkraft der Ladung erzwungener Bewegung (Gerade längs Ausrichtung der Kanone, motus violentus) und er nahm an, dass die Länge der erzwungenen Trajektorie unabhängig von der Neigung der Kanone gleich ist und durch einen einzigen Schuss bestimmt werden kann, so dass die Schussweite mit dem Kosinus des Neigungswinkels der Kanone variiert. Die größte Schussweite ergab sich danach (im Gegensatz zur Erfahrung) bei horizontalem Schuss. Die Schriften von Niccolò Tartaglia (La Nova Scientia 1537) zur Ballistik, in der er die Trajektorie zusätzlich mit einer kreisförmigen Kurve nähert und den Schusswinkel von 45 Grad als maximale Schussweite angibt, kannte er offenbar nicht.
Die Kosinus-Abhängigkeit der Schussweite nahm auch Rivaltius (David Rivault de Fleurance, 1571–1616),  in seinem Buch über Artillerie (Les elements de l´artillerie, Paris 1605) an, wahrscheinlich von Santbech übernommen.
Er zitiert zwar Kopernikus, war aber kein früher Kopernikaner in den Niederlanden – die unterschiedliche Auffassung von Ptolemäus und Kopernikus über die Bewegung der Erde wird nicht angesprochen.
Ein Mondkrater ist nach ihm benannt (von Giovanni Riccioli 1651).

## Schriften
- Problemata Astronomica et Geometrica, 1561, Online